# Heynella
Heynella é um género monotípico de plantas com flores pertencentes à família Apocynaceae. A única espécie é Heynella lactea.
A sua área nativa é Java.